# Kreissparkasse Düsseldorf (Gebäude)

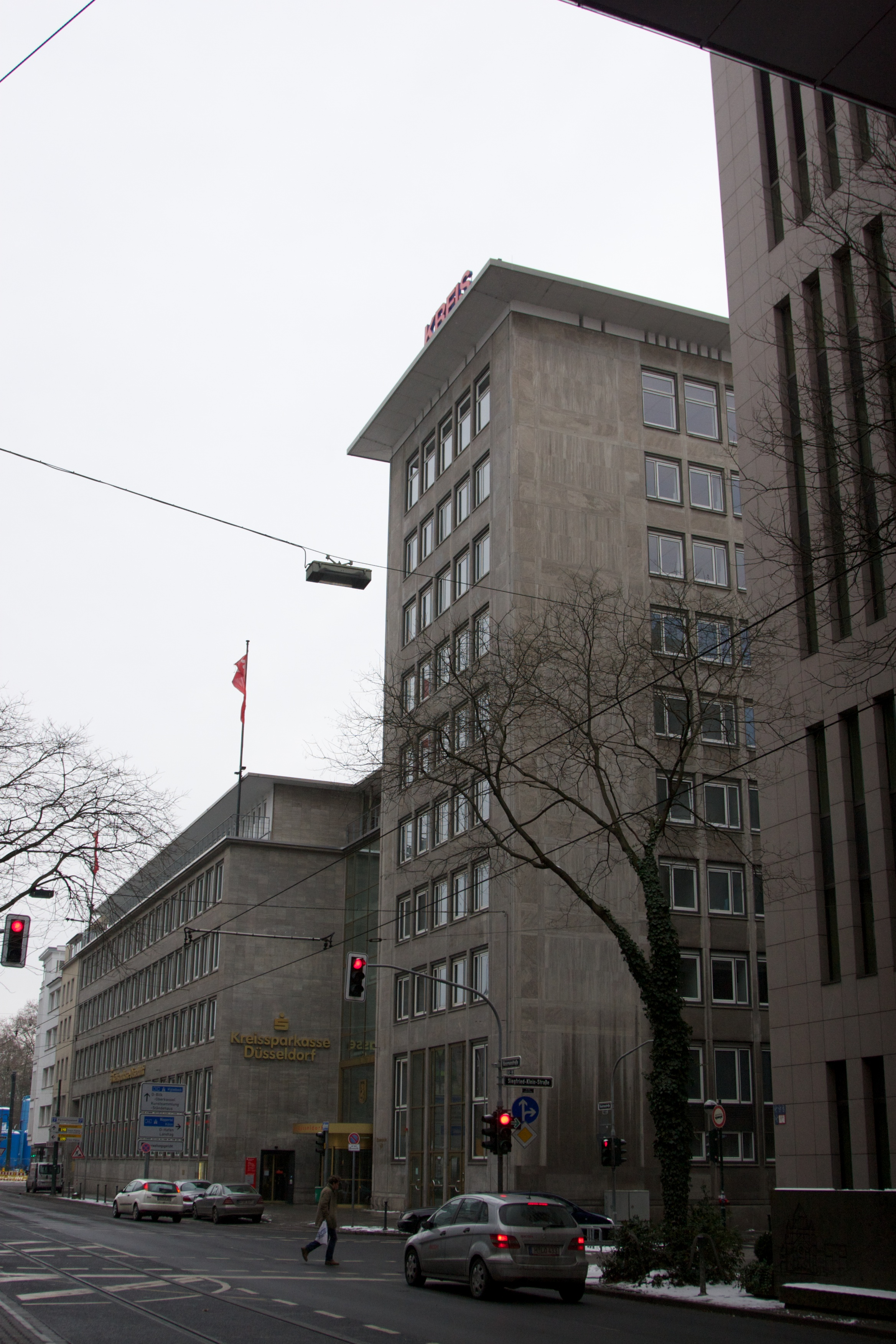
Fassade

Das Gebäude der Kreissparkasse Düsseldorf an der Kasernenstraße 69 in Düsseldorf wurde in der Nachkriegszeit von Hanns Dustmann erbaut. Es zählt laut Jürgen Wiener zu den Beispielen für den „repräsentativen Hochbau der frühen Nachkriegszeit … [im Stil] von neuklassischen Bauten mit Lochrasterfassaden aus Travertin und Muschelkalk“.